# Jan Eriksson (Fußballspieler)
Jan Eriksson (* 24. August 1967 in Sundsvall) ist ein ehemaliger schwedischer Fußballspieler. Der unter dem Spitznamen „Janne“ bekannte Abwehr- und Mittelfeldspieler spielte mehrfach für die schwedische Nationalmannschaft, mit der er jeweils an einer Weltmeisterschafts- und Europameisterschaftsendrunde teilnahm.
Sein jüngerer Bruder Patrik Eriksson-Ohlsson war ebenfalls Profifußballer.

## Werdegang

### Karrierestart und Durchbruch in Schweden
Eriksson begann mit dem Fußballspielen in seinem Heimatort bei GIF Sundsvall. 1980 wechselte er zum Ortsrivalen IFK Sundsvall, der für seine bessere Jugendmannschaften bekannt war. Dort spielte er sich in die Jugendnationalmannschaften des Svenska Fotbollförbundet und kam zu 15 Einsätzen in der schwedischen U-21-Auswahlmannschaft.
Als vor der Erstliga-Spielzeit 1987 Nils Andersson den Verband verließ, um AIK in der Allsvenskan zu trainieren, verpflichtete er Eriksson für seinen neuen Klub. In seiner ersten Spielzeit kam der Defensivspieler zu sieben Einsätzen. Als vor der folgenden Saison Sven Dahlkvist in Richtung Ligakonkurrent Örebro SK gewechselt war, konnte er diesen auf der Position in der Abwehrzentrale beerben. Als Stammspieler, der in der Spielzeit 1989 in allen 22 Saisonspielen in der Startelf stand, empfahl er sich für die Nationalmannschaft. Anlässlich eines Vorbereitungstrainingslagers auf die Weltmeisterschaft 1990, für die sich die Landesauswahl erstmals seit der letzten Teilnahme beim Endrundenturnier 1978 qualifiziert hatte, Anfang 1990 in den Vereinigten Arabischen Emiraten nominierte ihn Nationaltrainer Olle Nordin für die Auswahl. Am 17. Februar des Jahres kam er beim 2:0-Erfolg über die Nationalmannschaft der Vereinigten Arabischen Emirate durch Tore von Stefan Rehn und Klas Ingesson zu seinem Länderspieldebüt. In der Folge konnte er sich in der Mannschaft etablieren und gehörte zum Kader beim Weltmeisterschaftsturnier in Italien, blieb jedoch ohne Turniereinsatz.
Bei AIK gehörte Eriksson weiter zu den Stammkräften. Am letzten Spieltag der Spielzeit 1990 erzielte er seine ersten Tore in der Allsvenskan, als ihm bei der 2:4-Auswärtsniederlage bei IK Brage die beiden Treffer für AIK gelangen. Nach Saisonende wechselte er von Klub aus Solna, der sich regelmäßig im Mittelfeld der Liga platziert hatte, zum amtierenden Vizemeister IFK Norrköping. Auch hier etablierte er sich als Stammspieler und erreichte mit der Mannschaft nach einem sechsten Platz in der regulären Saison die Meisterschaftsendrunde. Obwohl die Mannschaft in der Endrunde die meisten Punkte holte, reichte es dank der Mitnahme der Hälfte der Punkte aus der regulären Spielzeit aufgrund des dortigen hohen Rückstands nur zur erneuten Vizemeisterschaft.
Da Eriksson sich mittlerweile auch in der Nationalmannschaft als Stammspieler etabliert hatte, nominierte ihn Nationaltrainer Tommy Svensson für die Europameisterschaft 1992 im eigenen Land. Dort machte er international auf sich aufmerksam, als er Kopfballtore gegen Frankreich respektive England erzielen konnte. Mit seinen beiden Treffern trug er zum Gruppensieg vor dem späteren Titelträger Dänemark und dem Erreichen des Halbfinales bei. Dort unterlag er mit seiner Mannschaft der deutschen Nationalmannschaft trotz Toren von Tomas Brolin und Kennet Andersson bei Gegentreffern von Thomas Häßler und dem zweifachen Torschützen Karl-Heinz Riedle mit 2:3. Nicht zuletzt wegen seiner guten Leistungen zeichneten ihn die Tageszeitung Aftonbladet und der schwedische Verband mit dem Guldbollen als Fußballspieler des Jahres aus.

### In Europa und Amerika
Durch die Turnierteilnahme hatte Eriksson international auf sich aufmerksam gemacht. Der deutsche Verein 1. FC Kaiserslautern verpflichtete den Defensivspieler im Anschluss an die Endrunde. Sein Debüt in der Bundesliga krönte er beim 1:0-Erfolg über den 1. FC Köln am ersten Spieltag mit dem spielentscheidenden Treffer. Trotz einer verletzungsbedingten Pause konnte er sich als Stammspieler etablieren und kam auf 20 Ligaeinsätze für den Pfälzer Klub. Nachdem im folgenden Jahr der Tscheche Pavel Kuka verpflichtet worden war, verringerte sich seine Einsatzzeit zudem aufgrund der Einschränkungen der seinerzeit gültigen Ausländerregelungen. Dennoch gehörte er im Sommer 1994 zunächst zum Kader der Landesauswahl für die Weltmeisterschaftsendrunde in den Vereinigten Staaten, nach einer erneuten Verletzung musste er jedoch die Teilnahme absagen.
Im Frühjahr 1995 kehrte Eriksson auf Leihbasis zu AIK zurück. Für den schwedischen Klub bestritt er bis zum Sommer sieben weitere Einsätze in der Allsvenskan. Anschließend wechselte er in die Schweiz zum Servette FC Genève. Für die Mannschaft um Spieler wie Oliver Neuville, David Sesa und Carlos Varela spielte er wiederum nur ein halbes Jahr, um erneut nach Schweden zurückzukehren. Dieses Mal ging er zum Helsingborgs IF. Für den Klub aus dem südschwedischen Schonen lief er in 23 Erstligapartien auf und erreichte mit der Mannschaft in der Spielzeit 1996 den dritten Tabellenrang hinter Meister IFK Göteborg und Malmö FF.
Im Frühjahr 1997 wechselte Eriksson erneut ins Ausland. Der Premier-League-Aufsteiger FC Sunderland verpflichtete ihm im Januar für 250.000 £. Für den englischen Klub, der sich im Abstiegskampf zudem mit Chris Waddle verstärkt hatte, kam er lediglich zu einem Ligaeinsatz. Anschließend wechselte er in die Vereinigten Staaten zu Tampa Bay Mutiny, wo er auf seinen Landsmann Thomas Ravelli traf. 1999 beendete er dort nach 35 Spieleinsätzen aufgrund einer Knieverletzung seine aktive Laufbahn.
Seit 2000 ist Eriksson für das schwedische Versicherungsunternehmen Skandia tätig.

## Erfolge
- 35 Länderspiele für Schweden/4 Tore (1990–1994)
  - Fußball-Weltmeisterschaft: 1990 (nicht eingesetzt)
  - Fußball-Europameisterschaft: 1992 (4 Spiele/2 Tore)
- Schwedischer Fußballspieler des Jahres 1992 laut